# Guo Qiqi
Pour les articles homonymes, voir Guo.
Guo Qiqi est une gymnaste rythmique chinoise née le 7 août 1998 à Chongqing. Elle a remporté la médaille d'or de l'épreuve par équipes de gymnastique rythmique aux Jeux olympiques d'été de 2024, organisés à Paris.